# Guy de Faucigny
Guy de Faucigny († 1. November 1119) war von 1083 bis 1119 Bischof von Genf. Guy entstammt dem savoyischen Adelsgeschlecht der Herren von Faucigny. Er war der Sohn von Louis I., Herr von Faucigny und der Teutberga. Er schenkte die Kirche von Contamine-sur-Arve an die Abtei Cluny.